# Arno Pagel

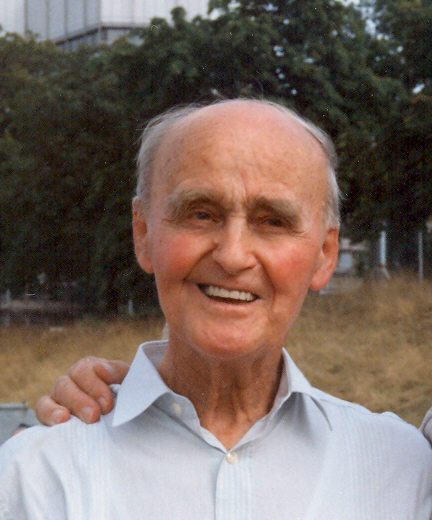
Arno Pagel

Arno Pagel (* 28. September 1914 in Leverkusen; † 4. November 2002 in Kalbertal) war ein evangelischer Theologe. Er wirkte als EC-Bundespfarrer, EC-Weltbundpräsident und Missionsdirektor im Deutschen Gemeinschafts-Diakonieverband.

## Leben
Arno Pagel wurde am 28. September 1914 in Leverkusen geboren. Er war ab Mai 1939 bis zu seiner Einberufung zum Militärdienst Mitte 1940 für die Jugendarbeit der evangelischen Gemeinde in Wiehl eingestellt und gehörte der Bekennenden Kirche an.
Im Januar 1946 begann er seine Arbeit als EC-Bundespfarrer und leitete so bis 1964 die Arbeit des Deutschen Jugendverbandes „Entschieden für Christus“ (EC) e.V. mit Sitz in Kassel. Unter der Leitung Pfarrer Pagels als erster Bundespfarrer nach dem Zweiten Weltkrieg erfuhr der EC im Westen Deutschlands einen Neubeginn, da er Jugendliche begeistern konnte. Die von ihm geleiteten Freizeiten zeigten großen missionarischen Erfolg. Arno Pagel hat durch sein missionarisches Wirken die Geschichte des Deutschen EC-Verbandes bis in die Gegenwart hinein geprägt. Von 1961 bis 1964 war er zusätzlich für die Indienhilfe des EC-Verbandes verantwortlich.
Des Weiteren war er als Präsident des EC-Weltbundes (1974–1982) und als Direktor der Marburger Mission im Deutschen Gemeinschafts-Diakonieverband (1966–1979) tätig. Während all dieser Zeit war Pagel auch schriftstellerisch aktiv. Am 4. November 2002 ist er im Alter von 88 Jahren gestorben.

## Arno-Pagel-Stiftung
Am 3. November 2000 hat der Deutsche Jugendverband „Entschieden für Christus“ (EC) e.V. die Arno-Pagel-Stiftung ins Leben gerufen. Dies wurde durch eine für diesen Zweck überreichte Sonderspende in Höhe von 100.000 DM ermöglicht. Zweck der Stiftung ist die Unterstützung der missionarischen Arbeit an Kindern und Jugendlichen im Sinne der Förderung der Jugendpflege und Jugendfürsorge.

## Werke

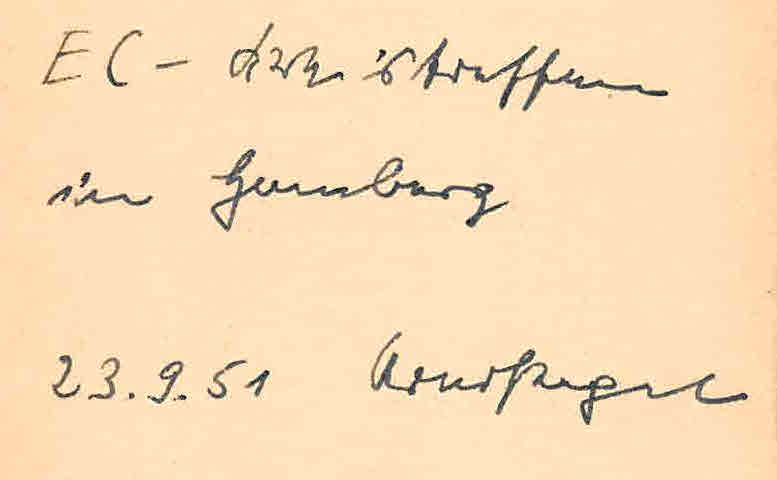
Persönliche Widmung von Arno Pagel in einem Exemplar seiner Biographie über Otto Funcke aus dem Jahre 1951

- Otto Funcke. Ein echter Mensch, ein ganzer Christ. Gießen 1951.
- Alfred Christlieb. Beter und Schriftforscher. Zeugen des gegenwärtigen Gottes Bd. 59/60, Brunnen Verlag (Gießen), 1953.
- Der Alte Rahlenbeck. Ohm Michel – Vater Wirths. Wie Gott Originale formt. Brunnen Verlag (Gießen), 1954.
- Jakob Gerhard Engels. Von der Macht eines wahren Jüngers Jesu. Zeugen des gegenwärtigen Gottes Bd. 22/23, Brunnen Verlag (Gießen), 1954.
- 300000 und 300 und andere Erzählungen. Born-Verlag, Kassel 1955.
- Kreuz und Biene und andere Erzählungen. Born-Verlag, Kassel 1957.
- Drei am Himmelhorn. Born-Verlag, Kassel 1958.
- Der Turm der Standhaftigkeit. Born-Verlag, Kassel 1959.
- Am Kongo siegt die Liebe. Born-Verlag, Kassel 1961.
- Licht von oben. Bd. 2. Bilder aus Davids Leben und Zeit. Verlag der Francke-Buchhandlung, Marburg (Lahn) 1966.
- Als es Morgen wurde. Brunnen Verlag (Gießen), 1969.
- ...da soll mein Diener auch sein. Aus Leben und Dienst von Pfarrer Arno Haun. Verlag der Francke-Buchhandlung, Marburg (Lahn) 1970.
- Kein Weg ist zu weit – Berichte aus der Arbeit evangelikaler Missionen. R. Brockhaus Verlag, Witten 1971.
- Sehet in das Feld. Verlag der Francke-Buchhandlung, Marburg (Lahn) 1973.
- Mein Vaterland heißt Ewigkeit – Gerhard Tersteegen. Sein Leben und seine Botschaft . Brunnen Verlag (Gießen), 1974.
- Da zünd dein Feuer an. Verlag der Francke-Buchhandlung, Marburg (Lahn) 1976.
- Sie riefen zum Leben. Hänssler Verlag, Holzgerlingen 1977.
- Sie wiesen auf Jesus. Verlag der Francke-Buchhandlung, Marburg (Lahn) 1978.
- Sie führten zu Christus. Verlag der Francke-Buchhandlung, Marburg (Lahn) 1978.
- Er bricht die Bahn. Verlag der Francke-Buchhandlung, Marburg (Lahn) 1979.
- Wir Christen in der dritten Welt. R. Brockhaus Verlag, Witten 1981.
- Gerhard Tersteegen. "Mein Vaterland heißt Ewigkeit". 5. Aufl. Gießen 1986.
- Es bleibt der Dank. Wege, die ich ging – Menschen, die ich trag. Verlag der Francke-Buchhandlung, Marburg (Lahn) 1987, ISBN 3-88224-588-3.
- Damit sie das Leben haben. Begegnungen und Begebenheiten aus aller Welt. Verlag der Francke-Buchhandlung, Marburg (Lahn) 1988.
- Sein Ruf hat sie getroffen – Lebensbilder aus dem Umkreis der Liebenzeller Mission, Verlag der Liebenzeller Mission, Bad Liebenzell, 1989, ISBN 978-3-88002-405-2.
- Mütter. Verlag der Francke-Buchhandlung, Marburg (Lahn) 1989.
- Licht dem Osten. Zeugen Jesu Christi in Rußland. Verlag der Francke-Buchhandlung, Marburg (Lahn) 1990, ISBN 3-88224-862-9.
- Ein Sommer mit Dietrich Bonhoeffer und andere Begegnungen. Johannis-Verlag, Lahr 1994.